# Ritratto del giovane duca N.B. Yusupov
Il Ritratto del giovane Duca N.B. Yusupov è un dipinto del pittore italiano Vincenzo Petrocelli realizzato nel 1851 che raffigura il Duca Nikolaj Borisovič Jusupov, acquistato per volontà dello Zar Nicola I Romanov di Russia Imperatore di Russia e Re di Polonia, e conservato nel Museo Ermitage di San Pietroburgo in Russia.

## Descrizione
L’opera raffigura il giovane duca Nikolaj Borisovič Jusupov, esponente dell’omonima dinastia principesca russa, tra le più potenti e influenti dell’Impero zarista nel XIX secolo. Il ritratto fu realizzato nel 1851 dal pittore napoletano Vincenzo Petrocelli su commissione diretta della corte russa, e acquistato per volontà personale dello zar Nicola I Romanov, Imperatore di Russia e Re di Polonia. L’opera entrò così a far parte delle collezioni imperiali ed è oggi conservata nel Museo Ermitage di San Pietroburgo, nella sezione di pittura europea dell’Ottocento.
Dal punto di vista stilistico, il dipinto rappresenta un esempio compiuto della ritrattistica accademica napoletana post-settecentesca, aggiornata sui modelli storico-celebrativi del tardo classicismo borbonico. Petrocelli adotta una composizione sobria, impostata frontalmente, con una cura minuziosa del dettaglio tessile e della postura aristocratica, restituendo la dimensione pubblica e dinastica del soggetto. L’equilibrio cromatico, dominato da toni austeri e profondi, e la luce morbidamente diffusa, contribuiscono a definire un’aura di solennità e compostezza tipica della ritrattistica ufficiale d’ambiente reale.
La resa psicologica è calibrata, non enfatica, coerente con l’intento celebrativo ma al tempo stesso intimamente umana, come testimonia lo sguardo assorto del giovane duca. Petrocelli mostra qui una notevole padronanza delle tecniche del chiaroscuro e della resa fisiognomica, e conferma la sua abilità nel fondere rigore accademico e intensità narrativa.
Il ritratto costituisce inoltre una prova significativa della circolazione internazionale della scuola pittorica napoletana nell’Ottocento, capace di dialogare con le grandi corti europee e di inserirsi nelle raccolte museali d'élite. L'opera è considerata tra le più alte testimonianze della produzione artistica ufficiale italiana dell’epova, e documenta l’estensione del suo prestigio ben oltre i confini del Regno delle Due Sicilie.

## Esposizioni
- Napoli, 1851
- Museum of the Ethnography of the Peoples of the USSR, 1946
- Ermitage di San Pietroburgo, Russia, 1946

## Links
- Jusupov
- Nikolaj Borisovič Jusupov